# 時海結以
時海 結以（ときうみ ゆい、1月6日生）は、日本の小説家。長野県出身。血液型はB型。別名義は高原 深雪。
古典作品や漫画・ゲームをテーマにした小説を数多く手がけている。
小説家になる前は歴史博物館で遺跡の発掘や歴史・民俗資料の調査研究職に携わっていた。パズル作家も兼業する異色の経験を積んでいる。日本児童文学者協会、日本民話の会所属。

## 受賞歴
- 2001年 - 第2回富士見ヤングミステリー大賞準入選（『業多姫』）
- 2002年 - 第1回ジュニア冒険小説大賞佳作（『おうばがふところ』）[4][注釈 1]

## 作品リスト（小説）

### 富士見ミステリー文庫
- 業多姫シリーズ（全7巻、イラスト:増田恵）
  - 業多姫 壱之帖 風待月（ISBN 4-8291-6194-9）
  - 業多姫 弐之帖 愛逢月（ISBN 4-8291-6206-6）
  - 業多姫 参之帖 恋染月（ISBN 4-8291-6225-2）
  - 業多姫 四之帖 雪帰月（ISBN 4-8291-6240-6）
  - 業多姫 伍之帖 春惜月（ISBN 4-8291-6261-9）
  - 業多姫 六之帖 夢見月（ISBN 4-8291-6270-8）
  - 業多姫 いろどりつづり（ISBN 4-8291-6248-1）
- 玉響 ―たまゆら―（全3巻、イラスト:増田恵）
  - 玉響 ―たまゆら―（ISBN 4-8291-6289-9）
  - 玉響 ―たまゆら― 二（ISBN 4-8291-6300-3）
  - 玉響 ―たまゆら― 三（ISBN 4-8291-6320-8）

### フォア文庫
- コウヤの伝説（全4巻、イラスト:ゆづか正成）
  - コウヤの伝説(1) 金色の竜（ISBN 4-494-02791-X）
  - コウヤの伝説(2) まもりの刀（ISBN 4-494-02796-0）
  - コウヤの伝説(3) みちびきの玉（ISBN 4-494-02800-2）
  - コウヤの伝説(4) ふぶきの山（ISBN 978-4-494-02804-7）

### HJ文庫
- 陰月のヤジリ（全1巻、イラスト:亜沙美、ISBN 4-89425-458-1）

### 青い鳥文庫
- 源氏物語 あさきゆめみし（全5巻、原作・イラスト:大和和紀） - 漫画『あさきゆめみし』のノベライズ
  - 源氏物語 あさきゆめみし 1（ISBN 4-06-148746-9）
  - 源氏物語 あさきゆめみし 2（ISBN 4-06-148753-1）
  - 源氏物語 あさきゆめみし 3（ISBN 978-4-06-148768-0）
  - 源氏物語 あさきゆめみし 4（ISBN 978-4-06-148784-0）
  - 源氏物語 あさきゆめみし 5（ISBN 978-4-06-285012-4）
- 平家物語 夢を追う者（全1巻、イラスト:久織ちまき、ISBN 978-4-06-285262-3）
- 竹取物語 蒼き月のかぐや姫（全1巻、イラスト:水上カオリ、ISBN 978-4-06-285290-6）
- 枕草子 清少納言のかがやいた日々（全1巻、イラスト:久織ちまき、ISBN 978-4-06-285418-4）
- 南総里見八犬伝（全3巻、イラスト:亜沙美）
  - 南総里見八犬伝(一) 運命の仲間（ISBN 978-4-06-285554-9）
  - 南総里見八犬伝(二) 呪いとの戦い（ISBN 978-4-06-285569-3）
  - 南総里見八犬伝(三) 決戦のとき（ISBN 978-4-06-285581-5）
- 真田十勇士（全1巻、イラスト：睦月ムンク、ISBN 978-4-06-285578-5）
- 超高速!参勤交代 映画ノベライズ（全1巻、原作：土橋章宏、イラスト:椎名優、ISBN 978-4-06-285582-2） - 映画『超高速!参勤交代』のノベライズ
- 雨月物語 悲しくて、おそろしいお話（全1巻、イラスト：睦月ムンク、ISBN 978-4-06-285640-9）
- はいからさんが通る（全2巻、原作・イラスト:大和和紀） - 漫画『はいからさんが通る』のノベライズ
  - はいからさんが通る 上（ISBN 978-4-06-285654-6）
  - はいからさんが通る 下（ISBN 978-4-06-285660-7）
- 日本の神さま 古事記の物語（全1巻、イラスト：椎名優、ISBN 978-4-06-285659-1）
- 紫式部日記 天才作家のひみつ（全1巻、イラスト：久織ちまき、ISBN 978-4-06-512262-4）
- ちはやぶる 百人一首恋物語（全1巻、イラスト：久織ちまき、ISBN 978-4-06-518077-8）
- いまひとたびの 百人一首姫物語（全1巻、イラスト：久織ちまき、ISBN 978-4-06-521406-0）
- はたらく細胞（全1巻、原作・イラスト：清水茜、ISBN 978-4-06-522059-7） - 漫画『はたらく細胞』のノベライズ。後述の講談社KK文庫版とは異なる作品
- ライアー×ライアー 映画ノベライズ（全1巻、原作・イラスト：金田一蓮十郎、脚本：徳永友一、ISBN 978-4-06-522205-8） - 映画『ライアー×ライアー』のノベライズ
- 小説 ましろのおと（既刊3巻、原作・イラスト：羅川真里茂） - 漫画『ましろのおと』のノベライズ
  - 小説 ましろのおと 1（ISBN 978-4-06-523167-8）
  - 小説 ましろのおと 2（ISBN 978-4-06-523559-1）
  - 小説 ましろのおと 3（ISBN 978-4-06-524321-3）
- 都会のトム&ソーヤ 映画ノベライズ（全1巻、原作：はやみねかおる、脚本：徳尾浩司、ISBN 978-4-06-523720-5） - 映画『都会のトム&ソーヤ』のノベライズ

### GAMECITY文庫
- 遙かなる時空の中で4（全3巻、原作:コーエー、キャラクターデザイン:水野十子、イラスト:Chiyoko） - ゲーム『遙かなる時空の中で4』のノベライズ
  - 遙かなる時空の中で4(1) 果てなき天（ISBN 978-4-7758-0703-3）
  - 遙かなる時空の中で4(2) 志の遠き地（ISBN 978-4-7758-0705-7）
  - 遙かなる時空の中で4(3) 護るべき人（ISBN 978-4-7758-0706-4）

### 一迅社文庫アイリス
- メガネ恋。（全1巻、イラスト:鳴海ゆき、ISBN 978-4-7580-4053-2）
- 半分だけの妖精に、キスを。（全1巻、イラスト:増田メグミ、ISBN 978-4-7580-4223-9）

### カラフル文庫
- 言霊師どーも（全2巻、イラスト:亜沙美）
  - 言霊師どーも 転校生と図書室のヒミツ（ISBN 978-4-86176-654-1）
  - 言霊師どーも2 同級生と埋蔵金のタタリ（ISBN 978-4-86176-697-8）

### コバルト文庫
- 聖乙女シリーズ（全2巻、イラスト:蘭蒼史）
  - アヴィスの聖乙女 いけにえの姫を焦がす深紅の恋（ISBN 978-4-08-601362-8）
  - ベスティアの聖乙女 ほほえみの姫に捧げる純愛と剣（ISBN 978-4-08-601410-6）

### ルルル文庫
- 小説オリジナルストーリー 好きです鈴木くん!!（全3巻、原作・イラスト:池山田剛） - 漫画『好きです鈴木くん!!』のノベライズ
  - 小説オリジナルストーリー 好きです鈴木くん!! ―ピュア・ホワイト・ラブ―（ISBN 978-4-09-133048-2）
  - 小説オリジナルストーリー 好きです鈴木くん!! ―ウィズ・プレシャス・ハート―（ISBN 978-4-09-133405-3）
  - 小説オリジナルストーリー 好きです鈴木くん!! ―カーテンコール―（ISBN 978-4-09-134540-0）
- BLACK BIRD ―MISSING―（全1巻、原作・イラスト:桜小路かのこ、ISBN 978-4-09-133270-7）- 漫画『BLACK BIRD』のノベライズ
- 小林が可愛すぎてツライっ!!（全2巻、原作・イラスト:池山田剛）- 漫画『小林が可愛すぎてツライっ!!』のノベライズ
  - 小林が可愛すぎてツライっ!! ―秘密のＷデート！？―（ISBN 978-4-09-135560-7）
  - 小林が可愛すぎてツライっ!! ―ステキなウィンター・デート!?―（ISBN 978-4-09-136627-6）

### 小学館ジュニア文庫
- マリと子犬の物語 〜山古志村 小さな命のサバイバル〜（全1巻、原作:桑原眞二・大野一興、脚本:山田耕大・清本由紀・高橋亜子、ISBN 978-4-09-230625-7） - 映画『マリと子犬の物語』のノベライズ
- コドモ警察（全1巻、脚本:福田雄一、ISBN 978-4-09-230637-0） - 映画『コドモ警察』のノベライズ
- 銀の匙 Silver Spoon（全1巻、I原作:荒川弘、脚本・監督:吉田恵輔、ISBN 978-4-09-230648-6）- 映画『銀の匙 Silver Spoon』のノベライズ
- GAMBA ガンバと仲間たち（全1巻、脚本:古沢良太、ISBN 978-4-09-230840-4）- 映画『GAMBA ガンバと仲間たち』のノベライズ
- 井伊直虎 〜民を守った女城主〜（全1巻、イラスト：五浦マリ、ISBN 978-4-09-231134-3）
- 実写映画ノベライズ版 心が叫びたがってるんだ。（全1巻、原作：超平和バスターズ、監督：熊澤尚人、脚本：まなべゆきこ、ISBN 978-4-09-231183-1）映画『実写映画 心が叫びたがってるんだ。』のノベライズ
- 映画ノベライズ版 二度めの夏、二度と会えない君（全1巻、原作：赤城大空、監督：中西健二、脚本：長谷川康夫、ISBN 978-4-09-231185-5）映画『二度めの夏、二度と会えない君』のノベライズ
- 西郷隆盛 敗者のために戦った英雄（全1巻、監修：落合弘樹、イラスト：五浦マリ、ISBN 978-4-09-231199-2）
- 8年越しの花嫁 キミの目が覚めたなら（全1巻、脚本:岡田惠和、ISBN 978-4-09-231206-7） - 映画『8年越しの花嫁 キミの目が覚めたなら』のノベライズ
- 響-HIBIKI-（全1巻、原作：柳本光晴、脚本：西田征史、ISBN 978-4-09-231253-1） - 映画『響 -HIBIKI-』のノベライズ
- 映画刀剣乱舞（全1巻、原案：刀剣乱舞-ONLINE-、脚本：小林靖子、ISBN 978-4-09-231274-6） - 映画『映画刀剣乱舞』のノベライズ。時海の手がけた、版形の違う同作のノベライズもある
- 映画 10万分の1（全1巻、原作：宮坂香帆、脚本：中川千英子、ISBN 978-4-09-231350-7） - 映画『10万分の1』のノベライズ

### KCデラックス
- 小説 ちはやふる 中学生編（全4巻、原作・イラスト:末次由紀） - 漫画『ちはやふる』のスピンオフ
  - 小説 ちはやふる 中学生編 1（ISBN 978-4-06-376698-1）
  - 小説 ちはやふる 中学生編 2（ISBN 978-4-06-376751-3）
  - 小説 ちはやふる 中学生編 3（ISBN 978-4-06-376888-6）
  - 小説 ちはやふる 中学生編 4（ISBN 978-4-06-376918-0）
- 小説 近キョリ恋愛（全1巻、原作・イラスト:みきもと凜、 ISBN 978-4-06-377029-2）- 漫画『近キョリ恋愛』のノベライズ
- 小説 四月は君の嘘 6人のエチュード（全1巻、原作・イラスト:新川直司 、ISBN 978-4-06-377092-6）- 漫画『四月は君の嘘』のノベライズ
- 小説 映画 ちはやふる （全3巻、脚本：小泉徳宏、原作：末次由紀）- 映画『ちはやふる』のノベライズ
  - 小説 映画 ちはやふる 上の句 （ISBN 978-4-06-377394-1）
  - 小説 映画 ちはやふる 下の句 （ISBN 978-4-06-377395-8）
  - 小説 映画 ちはやふる 結び （ISBN 978-4-06-393312-3）
- 小説 PとJK 功太の物語（全1巻、原作：三次マキ、ISBN 978-4-06-393166-2） - 映画『PとJK』のノベライズ
- 小説 劇場版 はいからさんが通る（全2巻、脚本：古橋一浩、原作：大和和紀） - 映画『劇場版 はいからさんが通る』のノベライズ
  - 小説 劇場版 はいからさんが通る 前編 〜紅緒、花の１７歳〜（ISBN 978-4-06-393277-5）
  - 小説 劇場版 はいからさんが通る 後編 〜花の東京大ロマン〜（ISBN 978-4-06-512771-1）

### ちゃおノベルズ
- ナゾトキ姫は名探偵♥〜怪盗時計うさぎからの挑戦状〜（全1巻、原作・イラスト:阿南まゆき、イラスト:えびなしお、ISBN 978-4-09-289566-9） - 漫画『ナゾトキ姫は名探偵♥』のノベライズ

### 集英社みらい文庫
- 伝記シリーズ 愛をつたえる人 ナイチンゲール/ヘレン・ケラー/マザー・テレサ（全1巻、イラスト:モツ子、ISBN 978-4-08-321155-3
- 少年シャーロック ホームズ（全5巻、原作:アーサー・コナン・ドイル、番組脚本:三谷幸喜、イラスト:千葉）- 人形劇『シャーロック ホームズ』のノベライズ
  - 少年シャーロック ホームズ 15歳の名探偵!!（ISBN 978-4-08-321209-3）
  - 少年シャーロック ホームズ 赤毛クラブの謎（ISBN 978-4-08-321232-1）
  - 少年シャーロック ホームズ 消えた生徒たち（ISBN 978-4-08-321248-2）
  - 少年シャーロック ホームズ こわい先生たちのヒミツ（ISBN 978-4-08-321251-2）
  - 少年シャーロック ホームズ 名探偵、最大のピンチ!（ISBN 978-4-08-321276-5）

### 朝日新聞出版 (単行本)
- 小説 雨柳堂夢咄 〜はかなき願いは時間をこえて〜(全1巻、原作・イラスト:波津彬子、ISBN 978-4-02-251126-3) - 漫画『雨柳堂夢咄』のノベライズ

### 少年チャンピオン・ノベルズ
- 小説版 弱虫ペダル　巻島・東堂　二人の約束　(全1巻、渡辺航との共著、ISBN 978-4-253-10760-0) - 漫画『弱虫ペダル』のノベライズ[6]

### 招き猫文庫
- 着物憑きお紺覚書（全1巻、イラスト:高尾滋、ISBN 978-4-592-83110-5）

### 双葉社ジュニア文庫
- orange【オレンジ】(全3巻、原作・イラスト:高野苺） - 漫画『orange』のノベライズ
  - orange【オレンジ】1（ISBN 978-4-575-23911-9）　
  - orange【オレンジ】2（ISBN 978-4-575-23930-0)
  - orange【オレンジ】3（ISBN 978-4-575-23951-5）
- 夢みる太陽 (全4巻、原作・イラスト:高野苺） - 漫画『夢みる太陽 』のノベライズ
  - 夢みる太陽 1（ISBN 978-4-575-24132-7）
  - 夢みる太陽 2（ISBN 978-4-575-24159-4）
  - 夢みる太陽 3（ISBN 978-4-575-24168-6）
  - 夢みる太陽 4（ISBN 978-4-575-24229-4）

### 講談社KK文庫
- 小説 映画 きょうのキラ君（全1巻、原作：みきもと凜、脚本：中川千英子　脚本協力：松田裕子、ISBN 978-4-06-199590-1） - 映画『映画 きょうのキラ君』のノベライズ
- 小説 はたらく細胞（既刊3巻、原作・イラスト：清水茜） - 漫画『はたらく細胞』のノベライズ。前述の青い鳥文庫版とは異なる作品
  - 小説 はたらく細胞（ISBN 978-4-06-511718-7）
  - 小説 はたらく細胞 2（ISBN 978-4-06-516457-0）
  - 小説 はたらく細胞 3（ISBN 978-4-06-519250-4）
- 小説 午前0時、キスしに来てよ（全2巻、原作・イラスト：みきもと凜） - 漫画『午前0時、キスしに来てよ』のノベライズ
  - 小説 午前0時、キスしに来てよ 上（ISBN 978-4-06-517237-7）
  - 小説 午前0時、キスしに来てよ 下（ISBN 978-4-06-517572-9）
- 小説 映画 私がモテてどうすんだ（全1巻、原作：ぢゅん子、ISBN 978-4-06-519712-7） - 映画『私がモテてどうすんだ』のノベライズ
- 小説 映画 きみの瞳が問いかけている（全1巻、脚本：登米裕一、ISBN 978-4-06-521051-2） - 映画『きみの瞳が問いかけている』のノベライズ
- 都会のトム&ソーヤ ドラマノベライズ ぼくらの砦（全1巻、原作：はやみねかおる、脚本：徳尾浩司／山下すばる、ISBN 978-4-06-523721-2） - ウェブドラマ『都会のトム&ソーヤ ぼくらの砦』のノベライズ
- 小説 大怪獣のあとしまつ（全1巻、脚本：三木聡、ISBN 978-4-06-526434-8） - 映画『大怪獣のあとしまつ』のノベライズ

### 小学館 (単行本)
- 小説 映画刀剣乱舞（全1巻、原案：刀剣乱舞-ONLINE-、脚本：小林靖子、ISBN 978-4-09-386532-6）映画『映画刀剣乱舞』のノベライズ。時海の手がけた、版形の違う同作のノベライズもあるが、そちらは児童向けの言葉使いがされている

### 講談社（単行本）
- 小説 映画 ちはやふる（愛蔵版）（全3巻、脚本：小泉徳宏、原作：末次由紀）- 映画『ちはやふる』のノベライズ。版形の違う同作のノベライズもあるがこちらはハードカバーになっている。
  - 上の句（ISBN 978-4-06-220431-6）
  - 下の句（ISBN 978-4-06-220432-3）
  - 結び（ISBN 978-4-06-220948-9）

### 参加アンソロジー
- だいすきミステリー6 わたしの推理ノート（偕成社,、日本児童文学者協会編、ISBN 4-03-538560-3）
  - 短編『青いチョウのひみつ』収録[注釈 1]
- きみも名探偵 （偕成社、日本児童文学者協会編）
  - 3巻　探偵クラブにようこそ!（ISBN 978-4-03-538730-5）短編『ひまわりの迷路』収録
  - 7巻　名探偵はどっち?（ISBN 978-4-03-538770-1）短編『王子さまをさがして』収録
- 放課後の怪談（偕成社、日本児童文学者協会編）
  - 3巻　恐怖のかくれんぼ（ISBN 978-4-03-538830-2）短編『サクラの記憶』収録
  - 9巻 赤い日記帳（ISBN 978-4-03-538890-6）短編『冷たい子ネコ』収録
- ちょーコワ!最凶怪談（集英社みらい文庫、新井リュウジ・藤咲あゆな編、ISBN 978-4-08-321104-1）
  - 短編『二度と語ってはいけない』収録
- 怪談オウマガドキ学園（童心社、常光徹責任編集、怪談オウマガドキ学園編集委員会編）
  - 1巻　真夜中の入学式（ISBN 978-4-494-01650-1）短編『校庭の土の下』収録
  - 3巻　テストの前には占いを（ISBN 978-4-494-01651-8）短編『てんてんしゃん』収録
  - 4巻　遠足は幽霊バスで（ISBN 978-4-494-01653-2）短編『時速百キロ』収録
  - 5巻　冬休みのきもだめし（ISBN 978-4-494-01654-9）短編『真冬の浜辺で』収録
  - 6巻　幽霊の転校生（ISBN 978-4-494-01655-6）短編『おそろしい部屋』収録
  - 7巻　うしみつ時の音楽室（ISBN 978-4-494-01656-3）短編『バラの妖精』収録　
  - 8巻　夏休みは百物語（ISBN 978-4-494-01657-0）短編『大好きだった朝顔』収録
  - 9巻　猫と狐の化け方教室（ISBN 978-4-494-01658-7）短編『かしこすぎるオウム』収録
  - 10巻　4時44分44秒の宿題（ISBN 978-4-494-01659-4）短編『あずき洗い』収録
  - 11巻　休み時間のひみつゲーム（ISBN 978-4-494-01660-0）短編『お金もちになりたい』収録
  - 12巻　ぶきみな植物観察（ISBN 978-4-494-01661-7）短編『毒にきく銀杏』収録
  - 13巻　妖怪博士の特別授業（ISBN 978-4-494-01662-4）短編『勉強が好きな妖怪』収録
  - 14巻　あやしい月夜の通学路（ISBN 978-4-49-401663-1）短編『光る玉』収録
  - 16巻　保健室で見たこわい夢（ISBN 978-4-494-01665-5）短編『主人思いのネコ』収録
  - 18巻　真夏の夜の水泳大会（ISBN 978-4-494-01667-9）短編『鯉の恋』収録
  - 19巻　図工室のふしぎな絵（ISBN 978-4-494-01668-6）短編『紫女』収録
  - 20巻　妖怪たちの林間学校（ISBN 978-4-494-01669-3）短編『ふしぎな箱』収録
  - 21巻　春は恐怖の家庭訪問（ISBN 978-4-494-01670-9）短編『花見の約束』収録　
  - 22巻　パソコン室のサイバー魔人（ISBN 978-4-494-01671-6）短編『かきかけのマンガ』収録
  - 23巻　妖怪たちの職場見学（ISBN 978-4-494-01672-3）短編『五千年前の幽霊』収録
  - 24巻　火の玉ただよう消火訓練（ISBN 978-4-494-01673-0）短編『金の火』収録
  - 25巻　図書室は異次元空間（ISBN 978-4-494-01674-7）短編『手を貸してくれ』収録
  - 26巻　妖怪の出る時間（ISBN 978-4-494-01675-4）短編『あす、死にます』収録
  - 27巻　あけてはいけない道具箱（ISBN 978-4-494-01676-1）短編『化け物を化かそう』収録
  - 28巻　飼育小屋のさけび声（ISBN 978-4-494-01677-8）短編『大きな鏡』収録　　
  - 29巻　秋の闇夜の授業参観（ISBN 978-4-494-01678-5）短編『ちょうちんの明かり』収録　
  - 30巻　異界ツアーで体験学習（ISBN 978-4-494-01679-2）短編『右か、左か』収録
- 迷宮ケ丘9丁目 友だちだよね？（偕成社、日本児童文学者協会編、ISBN 978-4-03-539490-7）
  - 短編『友だちだよね？』収録
- てのひら猫語り〜書き下ろし時代小説集〜(招き猫文庫、ISBN 978-4-592-83100-6）
  - 短編『着物憑きお紺覚書　緑の袖』収録

### 連載
- おうばがふところ（毎日小学生新聞、2007年5月3日 – 2007年8月3日）[5]
- 戦国禁恋草子〜八重の花衣〜（ヒトコト、2010年2月2日 - 2010年2月23日）[7]

### 読み切り
- ASYL-聖域-（月刊ドラゴンマガジン2004年12月号、龍皇杯参加作品、イラスト：芳ゐ）

## 作品リスト (ゲーム)
- プリマヴェール四兄弟[8]（ソニー・デジタルエンタテインメント）- 全力書店 配信。携帯電話ゲーム。

## 作品リスト（パズル）
- クレヨンしんちゃん パズルで漢字（造事務所） - パズルのみで文章には関わっていない。双葉社刊。クレヨンしんちゃんのなんでも百科シリーズ。